# The Score (album)
The Score è il secondo album del trio R&B/Hip hop The Fugees, pubblicato in tutto il mondo il 13 febbraio 1996, dopo il debutto del 1994 con Blunted on Reality.

## Il disco
Il disco è un concept album che esplora diversi aspetti della musica alternative hip hop, che dominerà la scena musicale degli anni novanta. Le canzoni subiscono l'influenza della musica reggae e soul, mentre i testi esplorano tematiche reali ed attuali. Nel 2001, l'album è stato ripubblicato con il titolo The Complete Score, che comprende le tracce dell'album originale, le versioni "bootleg" ed alcune rarità.

## Tracce
1. Red Intro (feat. DJ Red Alert, Ras Baraka) – 1:51
2. How Many Mics – 4:28
3. Ready or Not – 3:46
4. Zealots – 4:20
5. The Beast – 5:37
6. Fu-Gee-La – 4:20
7. Family Business (feat. Omega, John Forté) – 5:43
8. Killing Me Softly – 4:58
9. The Score (feat. Diamond D) – 5:02
10. The Mask – 4:50
11. Cowboys (feat. Pacewon, Rah Digga, Young Zee, John Forté) – 5:23
12. No Woman, No Cry – 4:33
13. Manifest/Outro – 5:59
14. Fu-Gee-La (Refugee Camp Remix) – 4:22
15. Fu-Gee-La (Sly & Robbie Mix) – 5:27
16. Mista Mista – 2:42
17. Fu-Gee-La (Refugee Camp Global Mix) – 4:20

## Campionamenti utilizzati
How Many Mics
- Twilight Time dei The Moody Blues

Ready or Not
- Boadicea di Enya
- Django dei Modern Jazz Quartet
- Ready or Not, Here I Come (Can't Hide from Love) dei The Delfonics
- God Made Me Funky dei The Headhunters

Zealots
- I Only Have Eyes for You dei The Flamingos

Fu-Gee-La
- Ooo La La La di Teena Marie
- (If Loving You Is Wrong) I Don't Want to Be Right di Ramsey Lewis

Family Business
- Je Vais T'Aimer di Michael Sardou

Killing Me Softly
- Fool Yourself dei Little Feat
- Memory Band dei Rotary Connection
- Killing Me Softly with His Song di Roberta Flack
- The Day Begins di The Moody Blues

The Score
- Dove di Cymande
- My Melody di Eric B. & Rakim
- Planet Rock di Afrika Bambaataa
- Diverse canzoni dell'album The Score come No Woman, No Cry o Ready or Not

The Mask
- Nights in White Satin dei The Moody Blues

Cowboys
- Something 'Bout Love dei The Main Ingredient

No Woman, No Cry
- No Woman, No Cry di Bob Marley & The Wailers

Manifest/Outro
- Rock Dis Funky Joint dei Poor Righteous Teachers

## Classifiche

### Classifiche settimanali
| Classifica (1996) | Posizione massima |
| ----------------- | ----------------- |
| Australia         | 5                 |
| Austria           | 1                 |
| Belgio (Fiandre)  | 1                 |
| Belgio (Vallonia) | 1                 |
| Canada            | 1                 |
| Danimarca         | 3                 |
| Europa            | 1                 |
| Finlandia         | 3                 |
| Francia           | 1                 |
| Germania          | 1                 |
| Irlanda           | 3                 |
| Italia            | 2                 |
| Norvegia          | 1                 |
| Nuova Zelanda     | 4                 |
| Paesi Bassi       | 1                 |
| Portogallo        | 10                |
| Regno Unito       | 2                 |
| Stati Uniti       | 1                 |
| Stati Uniti (R&B) | 1                 |
| Svezia            | 2                 |
| Svizzera          | 1                 |

### Classifiche di fine anno
| Classifica (1996) | Posizione |
| ----------------- | --------- |
| Australia         | 38        |
| Austria           | 5         |
| Canada            | 3         |
| Francia           | 1         |
| Germania          | 1         |
| Italia            | 6         |
| Nuova Zelanda     | 10        |
| Paesi Bassi       | 9         |
| Regno Unito       | 7         |
| Stati Uniti       | 5         |
| Svezia            | 11        |
| Svizzera          | 6         |

### Classifiche di fine decennio
| Classifica (1990–1999) | Posizione |
| ---------------------- | --------- |
| Stati Uniti            | 58        |